# 아울 시냇물 다리에서 생긴 일

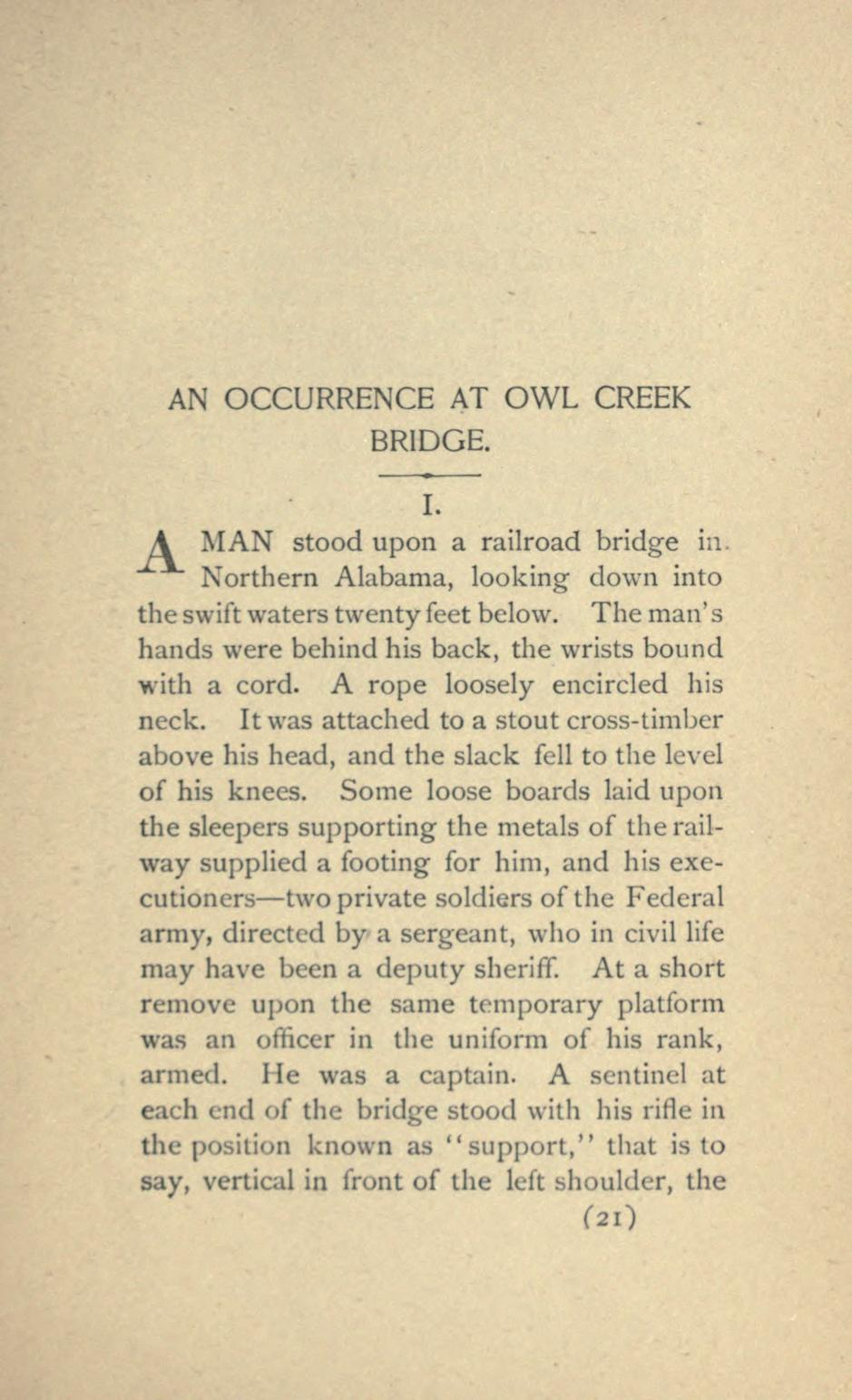

《아울 시냇물 다리에서 생긴 일》(An Occurrence at Owl Creek Bridge)은 앰브로즈 비어스가 1890년에 출간한 단편 소설이다. 미국 남북 전쟁 시기에 페이톤 파카르라는 한 민간인이 죽음을 경험하는 것을 내면의 성찰을 통해서 생명의 소중함을 일깨워 주고 있다.  이 작품에서 나오는 소재가 다른 작품에 많은 영향을 주었는 데, 대표적인 것으로는 어니스트 헤밍웨이의 《킬리만자로의 눈》과 윌리엄 골딩의 《핀처 마틴》이 있다.